# Kani Saizō
Kani Saizō (可児 才蔵?; 1554 – 1613) è stato un samurai giapponese dei periodi Sengoku ed Edo.

## Biografia
Kani Saizō fu inizialmente un vassallo del clan Saitō nella provincia di Mino. Quando Saitō Tatsuoki fu sconfitto da Oda Nobunaga, Saizō si unì al clan Shibata, che in seguito lasciò per servire Akechi Mitsuhide. Dopo la sconfitta di Mitsuhide nella battaglia di Yamazaki si unì a Oda Nobutaka fino a quando anche Nobutaka fu ucciso (1583). Saizô si unì successivamente a Toyotomi Hidetsugu, e poi, in seguito alla caduta di Hidetsugu, andò a servire Maeda Toshiie. Alla fine divenne servitore di Fukushima Masanori, sotto il quale avrebbe combattuto la battaglia di Sekigahara. Viene ricordato soprattutto per aver preso 16 teste quel giorno, probabilmente il più alto numero per ogni singolo guerriero in quella battaglia. Invece di riportare le teste all'accampamento una per una, Saizô le contrassegnò come proprie riempiendo la bocca con erba di bambù. Si dice che dopo aver saputo delle sue azioni al raduno post battaglia Tokugawa Ieyasu lo soprannominò Sasasaizō ossia l'erba di bamboo Saizô.